# Грем Леггат
Грем Леггат (англ. Graham Leggat, нар. 20 червня 1934, Абердин — пом. 29 серпня 2015) — шотландський футболіст, що грав на позиції нападника. По завершенні ігрової кар'єри — тренер.
Виступав, зокрема, за клуби «Абердин» та «Фулгем», а також національну збірну Шотландії.

## Клубна кар'єра
У дорослому футболі дебютував 1953 року виступами за команду клубу «Абердин», в якій провів п'ять сезонів, взявши участь у 109 матчах чемпіонату.  Більшість часу, проведеного у складі «Абердина», був основним гравцем атакувальної ланки команди. У складі «Абердина» був одним з головних бомбардирів команди, маючи середню результативність на рівні 0,59 голу за гру першості.
Своєю грою за цю команду привернув увагу представників тренерського штабу клубу «Фулгем», до складу якого приєднався 1958 року. Відіграв за лондонський клуб наступні вісім сезонів своєї ігрової кар'єри. Граючи у складі «Фулгема» також здебільшого виходив на поле в основному складі команди. В новому клубі був серед найкращих голеодорів, відзначаючись забитим голом в середньому у кожній другій грі чемпіонату. 26 грудня 1963 став автором найшвидшого хет-трику в англійському чемпіонаті, забивши три голи протягом трьох хвилин у ворота «Іпсвіч Тауна». Цей рекорд протримався до травня 2015 року, коли був перевершений нападником «Саутгемптона» Садіо Мане.
Згодом з 1967 по 1969 рік грав у складі команд клубів «Бірмінгем Сіті» та «Ротергем Юнайтед», виступами за останню з яких завершив свою ігрову кар'єру на Британських островах.
Згодом емігрував до Канади, де 1971 року провів 11 ігор за новостворений клуб «Торонто Метрос», в якому також був головним тренером.

## Виступи за збірну
1956 року дебютував в офіційних матчах у складі національної збірної Шотландії. Протягом кар'єри у національній команді, яка тривала 5 років, провів у формі головної команди країни 18 матчів, забивши 8 голів.
У складі збірної був учасником чемпіонату світу 1958 року у Швеції, де взяв участь у двох з трьох ігор своєї збірної.

## Кар'єра тренера
1971 року став першим головним тренером новоствореного канадського клубу «Торонто Метрос», в якому спочатку був граючим тренером, залишив команду 1972 року. Продовжив жити в Канаді, де був футбольним оглядачем на місцевому телебаченні, а наприкінці 1970-х обіймав керівні посади в структурі футбольного клубу «Едмонтон Дріллерс». 
Помер 29 серпня 2015 року на 82-му році життя.